# Institución Atlética Potencia
A Institución Atlética Potencia é um clube de futebol uruguaio com sede em Montevidéu, no tradicional bairro de La Teja, fundado em 13 de fevereiro de 2001.
Atualmente, disputa a Primeira Divisão Amadora do Campeonato Uruguaio de Futebol, a terceira divisão do sistema de ligas do país.

## História
O Institución Atlética Potencia nasceu numa terça-feira, 13 de fevereiro de 2001, na casa da família Amaro–Fernández, na rua Rivera Indarte 4297, no bairro La Teja, em Montevidéu. A equipe foi idealizada e fundada por Agustín Montemuiño, Gonzalo Terzaghi e Diego Amaro, este último eleito como o primeiro presidente do clube.
Nos primeiros meses, o clube focou na organização do clube. Em junho de 2001, fez seu primeiro amistoso em um jogo de futebol de salão, e meses depois, disputou sua primeira partida de futebol. Em 2005, ingressou na Federação Uruguaia de Beach Soccer e Futevôlei, e em 2006, foi um dos fundadores da Liga Uruguaia de Futebol de Areia, posteriomente afiliada à AUF. Em novembro de 2009, a assembleia do clube votou pelo retorno às competições oficiais de futebol.
Em 18 de setembro de 2010, estreou oficialmente na terceira divisão (em espanhol: Segunda División Amateur; em português: Segunda Divisão Amadora) do Campeonato Uruguaio de Futebol.
Em julho de 2011, o clube se envolveu em um triste episódio de violência: o jogador do clube, Christian Esquerre, agrediu com um soco o árbitro Marcelo Gómez, durante o jogo contra o Colón, deixando-o inconsciente e com fratura no maxilar.
Em agosto de 2012, por meio de uma doação de terrenos feita pela Administração Nacional de Combustíveis, Álcool e Portland (ANCAP), o clube conquistou seu próprio estádio. A diretoria decidiu batizar o local como Parque 13 de Febrero, em homenagem à data de fundação do clube.
Na edição de 2013–14, em sua quarta temporada, classificou-se para a fase final de acesso à segunda divisão profissional, ficando entre os quatro primeiros mas sem o acesso. Na temporada seguinte (2014–15), voltou à fase final de acesso, desta vez de forma invicta, mas o acesso escapou novamente.
Em 2020, com o torneio encurtado devido à pandemia de COVID-19, o clube foi eliminado nas quartas de final pelo La Luz. Em 2021, voltou a ter um ano fraco: somou apenas 7 pontos em 10 jogos, terminando em 10.º em sue grupo (e 18.º no geral, entre 21 clubes).

### Acesso ao profissionalismo
A grande virada na história do Potencia aconteceu em 2022, com o acesso à Segunda Divisão (em espanhol: Segunda División Profesional; em português: Segunda Divisão Profissional). O clube de La Teja ficou em 4.º lugar e, com a ampliação do número de times na segundona, garantiu vaga na repescagem contra o tradicional Central Español. Na ida, no Parque Palermo, empate em 0–0. Na volta, no Estadio Olímpico, novo empate — desta vez por 2–2 —, e na prorrogação o Potencia quebrou a igualdade com um golaço de Leandro Sureda, selando o acesso.
Em 6 de março de 2023, estreou na segunda divisão profissional empatando com o Rentistas por 1–1 no Estádio Luis Tróccoli, com gol de Brahian "Pichulo" Ferreira, o primeiro do clube no futebol profissional.

## Presidentes
| Período            | Presidente               |
| ------------------ | ------------------------ |
| Diego Amaro        | 2001 (fevereiro a junho) |
| Gonzalo Terzaghi   | 2001 (junho a dezembro)  |
| Martín González    | 2002 (janeiro a julho)   |
| Agustín Montemuiño | 2002 (julho a dezembro)  |
| Diego E. Gerolami  | 2003–2012                |
| Nazareth Ferreira  | 2013–presente            |

## Participações
- Atualizado até a temporada de 2025

| Competição                             | Total | Ano(s)              |
| -------------------------------------- | ----- | ------------------- |
| Campeonato Uruguaio ― Segunda Divisão  | 1     | 2023                |
| Campeonato Uruguaio ― Terceira Divisão | 14    | 2010–11–2022, 2024– |